# كاثي كارتر
كاثي كارتر (بالإنجليزية: Kathy Carter)‏ (1969 - ) هي لاعبة كرة قدم أمريكية في مركز حراسة المرمى.